# 天秤棒
天秤棒（てんびんぼう、英語：carrying pole、shoulder pole）とは、第一義に、両端に重量物をぶら下げたり、たくさんの軽量物を取り付けたりして、肩に担いで運搬することを目的に作られた棒。天秤と同様、平衡を保ちやすいように作られている。極めて古い時代から全世界に見られる人力運搬用の民具である。
天秤や天秤状の物の横棒は、天秤棒と呼ばれることも多い（後述）。このほか、てこの原理を利用した単純機械である「天秤押し」の、天秤状の部分、すなわち、支点・作用点・力点を持つ部品としての長い棒の呼び名でもある（後述）。

## 運搬用の天秤棒
水桶や下肥・土砂などといった物の運ぶ一般的使用法のほか、行商やその他の業者が商品や客の品（例：洗濯物）を運ぶ道具として用いる。進行方向に対して平行に担ぐ方法と、首の後ろで左右に渡して垂直に担いで、バランスをとるために手を添える方法がある。
現代でも中国文化圏（中華人民共和国、台湾ほか）や東南アジア、アフリカなどでは用具として使われている。中国では重慶などの都市部でも狭い路地や段差が多く車の入れない地域が多かったため、天秤棒で荷物を運ぶ『棒棒』と呼ばれる運搬人が長らく存在したが、再開発により少なくなっている。
日本では、古くは『一遍聖絵』（13世紀頃）にも描かれており（魚売りなど）、近世では水売りや金魚売りを始めとする様々な種類の棒手売も天秤棒を使っていたが、次第に見られなくなった。

### 容器
天秤棒は棒の中心を肩に担いで用いるもので、棒の両端には桶や籠（かご）、畚（ふご）などの容器が取り付けられている。籠を付けた代表的なものに担苗篭（かつぎなえかご）がある。

### 六尺棒
尺貫法を用いていた時代の日本では、長さ6尺（約182cm）の棒は、棒術や捕縛術、その他諸々の用途の別無く、総じて六尺棒（ろくしゃくぼう）と呼ばれていたが、天秤棒もこの長さ6尺の棒を使っていたことから別名で六尺棒とも呼ばれていた。
浮世絵師・葛飾北斎は、『画本早引（えほんはやびき）』前編（文化14年［1817年］刊）の中の「ろ」の頁で「六尺棒　ロクシヤクボウ」を杖のように持って仁王立ちする男の絵を描いているが、この六尺棒は天秤棒である。また、北斎自身も六尺棒（天秤棒）を杖代わりに用いたといわれる。

### 天秤棒一本で財を成す
江戸時代を中心に日本全国で精力的に活動した近江商人は、近江特産の呉服・反物などを天秤棒で担いで販路を広げる他国稼ぎの行商人であった。
大坂商人（大阪商人）および伊勢商人と共に日本三大商人の一つに数えられる近江商人は、店舗を構えての商売を基本とする前2者とは異なり、開拓者精神と「三方よし」という商業理念を持って足で稼ぐ人々であり、富を蓄えて大店を構えても天秤棒を肩に行商する商法から離れないことを特徴とした。「天秤棒一本で財を成す」という言い回しや、近江商人に由来の慣用句「近江の千両天秤」（天秤棒一本あれば行商をして千両を稼ぎ、財を成すという、近江商人の商魂の逞しさと表すと同時に、千両を稼いでも行商をやめず、初心を忘れることなく商売に励むという教訓が籠められている）があるように、今も昔も近江商人にとってそれが歴史的・精神的の原点となっている。近江国（現・滋賀県）の湖東地方中部にあって中仙道の要衝でもあった五個荘（旧・五箇荘、旧・神崎郡五個荘町、現・東近江市五個荘地区）は近江商人のうち五箇商人などの出身地であるが、「てんびんの里」をキャッチコピーとしており、五個荘竜田町には近江商人博物館が設立されている。また、町内にある商人屋敷の庭には天秤棒で荷物を担いで歩く近江商人の銅像も建立されている。

### 担担麺と担仔麺
中国生まれの麺料理である「担担麺」の名は、元々は天秤棒にぶら提げて担いで売り歩いたこと、および、発祥地である成都の方言で天秤棒を「擔擔（担担）」または「擔擔兒（担担兒）（タンタール）」と呼ぶことに由来し、「天秤棒の麺」の意をもって呼ばれたことに起源する。また、台湾台南市生まれの担仔麺も、その名は同じく台湾語で「天秤棒」を「擔仔（ターアー）」と呼ぶことに由来している。

### 伝承の中の天秤棒
日本各地で伝承される巨人であるダイダラボッチの民話の中には、天秤棒で山を担ぎ上げるというものがある。それは、共に関東の名山として音に聞こえる富士山と筑波山の重さを量ってやろうと思い立ったダイダラボウ（ダイダラ坊、ダイダラボッチの常陸国方言名）が、天秤棒に2つの山を結わえつけて担ぎ上げようとする内容で、果たして、筑波山のほうは持ち上げられたが、富士山は重すぎて持ち上げることができなかった。なんとか持ち上げようとするダイダラボウは、誤って筑波山を大地に落としてしまい、それゆえに今のようにこの山は二つに割れてしまっているのだという。
また、紀伊国（現・和歌山県）の神島に伝わる巨人の場合は、天秤棒で島を担いで運ぶ途中で海に落としたという民話がある。詳しくは「神島 (和歌山県)#歴史」を参照のこと。

## 天秤の棒
天秤（天秤ばかりを含む）や、天秤の原理を使った道具や理論において、天秤の均衡を保つ横棒は、棒、竿、横棒、天秤棒などと呼ばれる。ここでは「天秤棒」の用例がある項目をいくつか挙げておく。
- アルキメデスの原理
- キャヴェンディッシュの実験

また、ドイツはバーデン＝ヴュルテンベルク州の都市ヘムスバッハは、ヨーロッパにおける天秤棒の一種である「肩軛（肩くびき、かたくびき）」を古くからの町の伝統的象徴としてきたことから、現在の市の紋章にも肩軛が描かれている。

## 天秤押し
てこの原理を利用した単純機械である天秤押しの部品としての天秤棒は、天秤部分、すなわち、両端近くに力点・作用点・支点を持つ丸太棒であり、棒、竿、丸太棒、天秤棒などと呼ばれる。天秤押しは、漬物の重しの加重に用いられる。その方法とは、壁に固定された横棒の真下に漬物樽を設置して、押し蓋の上に太短い丸太を置き、長さ4 - 5m程度の天秤棒の一端を丸太の上に掛かるように差し込んで、長く伸びた一方の端に石などでできた1個15kg程度の重しを複数個か、あるいは、決まった重さの1個をぶら下げる（一例として総重量300kg）というものである。これによって、重しのある位置が力点、樽上の蓋と天秤棒との接点が作用点、横棒と天秤棒との接点が支点となって、重しの重量のおよそ8 - 10倍の加圧が可能となり、樽内には300 - 500kg程度の圧力が掛かるという。京都のすぐき漬（スグキナ［酸茎菜］の漬物）の生産業者が江戸時代から伝統的に使ってきたと考えられる天秤押しであるが、場所もとらず使い勝手もよい油圧式機械に取って代わられて姿を見ることは少なくなり、現在（2010年代）でも変わらず使っているのは一部の生産者だけになっている。それでも、毎年11月中旬頃から始まるすぐき漬の天秤押しは、スグキナの発祥地である上賀茂神社の境内でも行われ、季節の風物詩となっている。

## 備考
- ベトナム ：細長いS字に似た国土の形状を、同国では米籠を吊るす天秤棒に譬える。天秤棒の両端には大規模なデルタが広がっていて人口の7割が集中しているが、南北に分かれるこの地域バランスも天秤棒に譬えられる理由の一つである。北部には同国第2の都市である首都ハノイが、南部には同国最大の都市であるホーチミン市がある。
- 水屋の富 ：古典落語の演目の一つで、天秤棒を担いで売り歩く水売りを主人公としている。
- 若尾逸平 ：日本の実業家で、青年期は天秤棒を担いで甲斐国 - 江戸間を往き来する行商人であった。

## ギャラリー

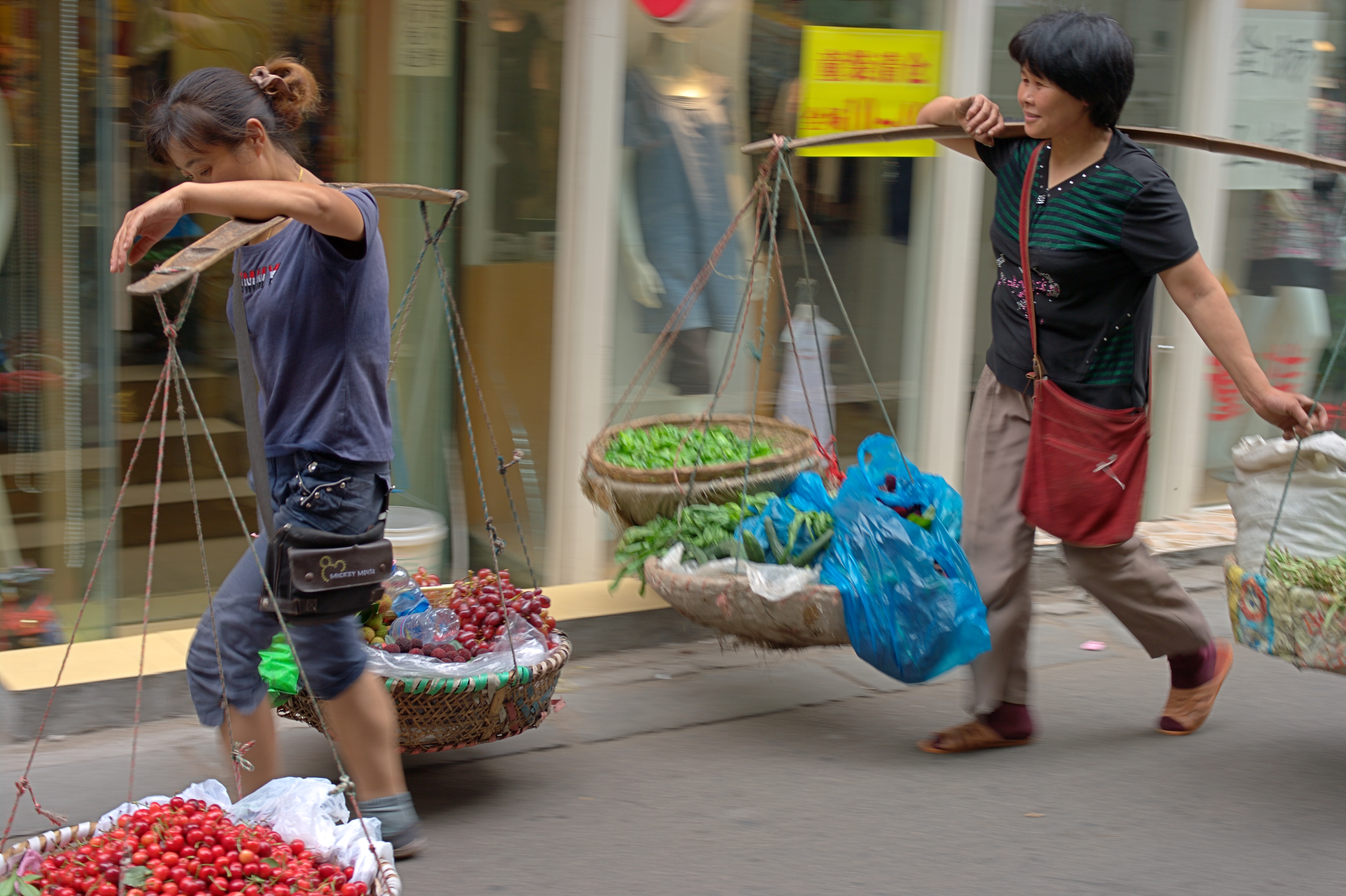
天秤棒を担いで野菜を運ぶ女性たち 中国江蘇省南京市。
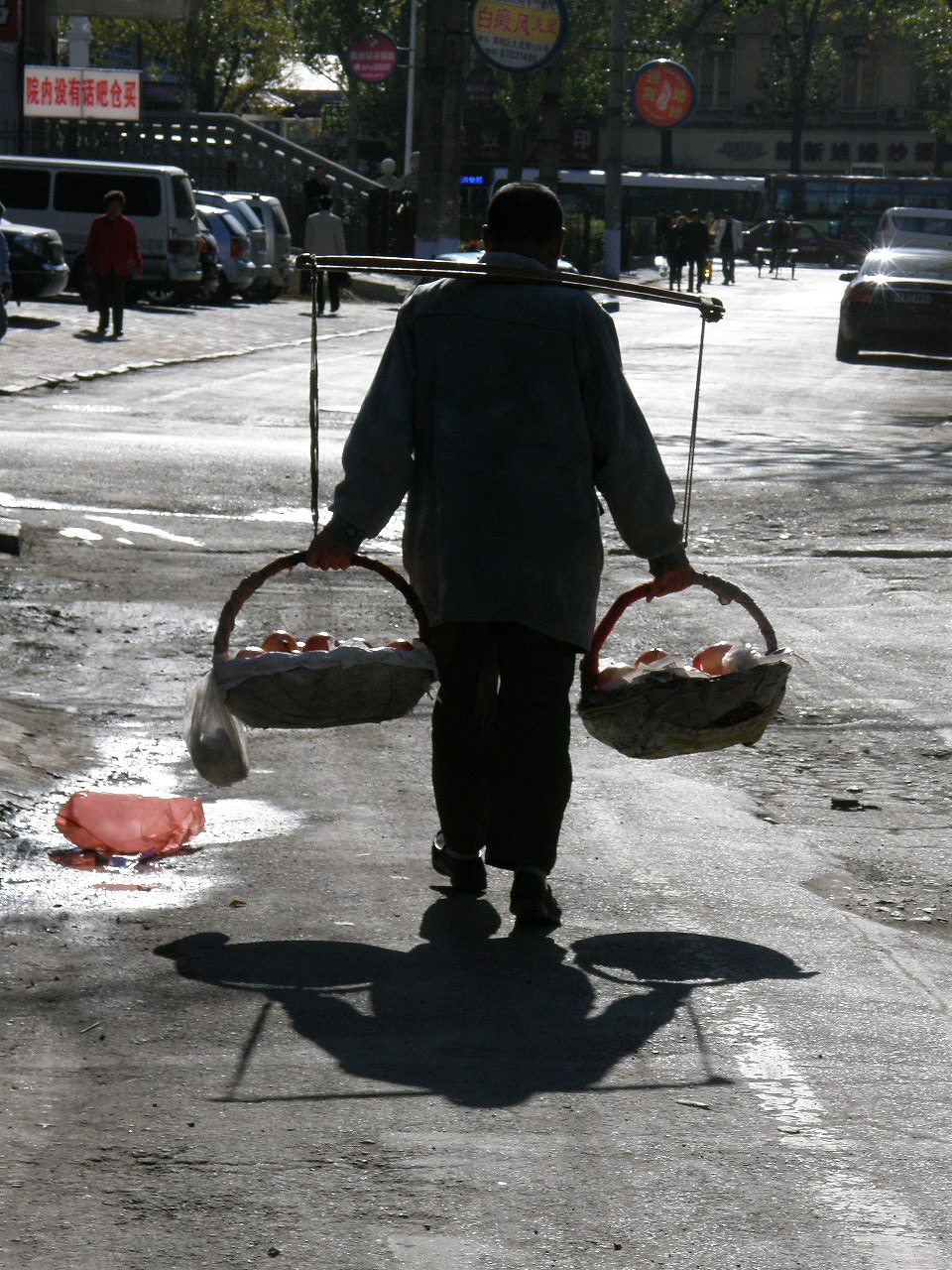
天秤棒を担いで野菜を運ぶ人 中国文化圏では今でも日常的に見られる。
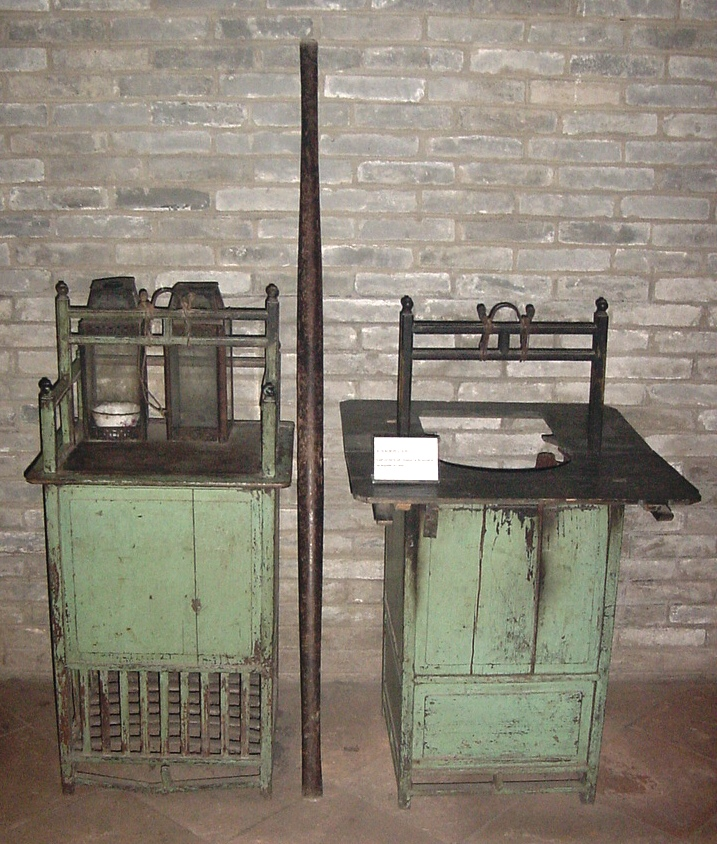
中国広東省の昔の雲呑の棒手振り用具と天秤棒
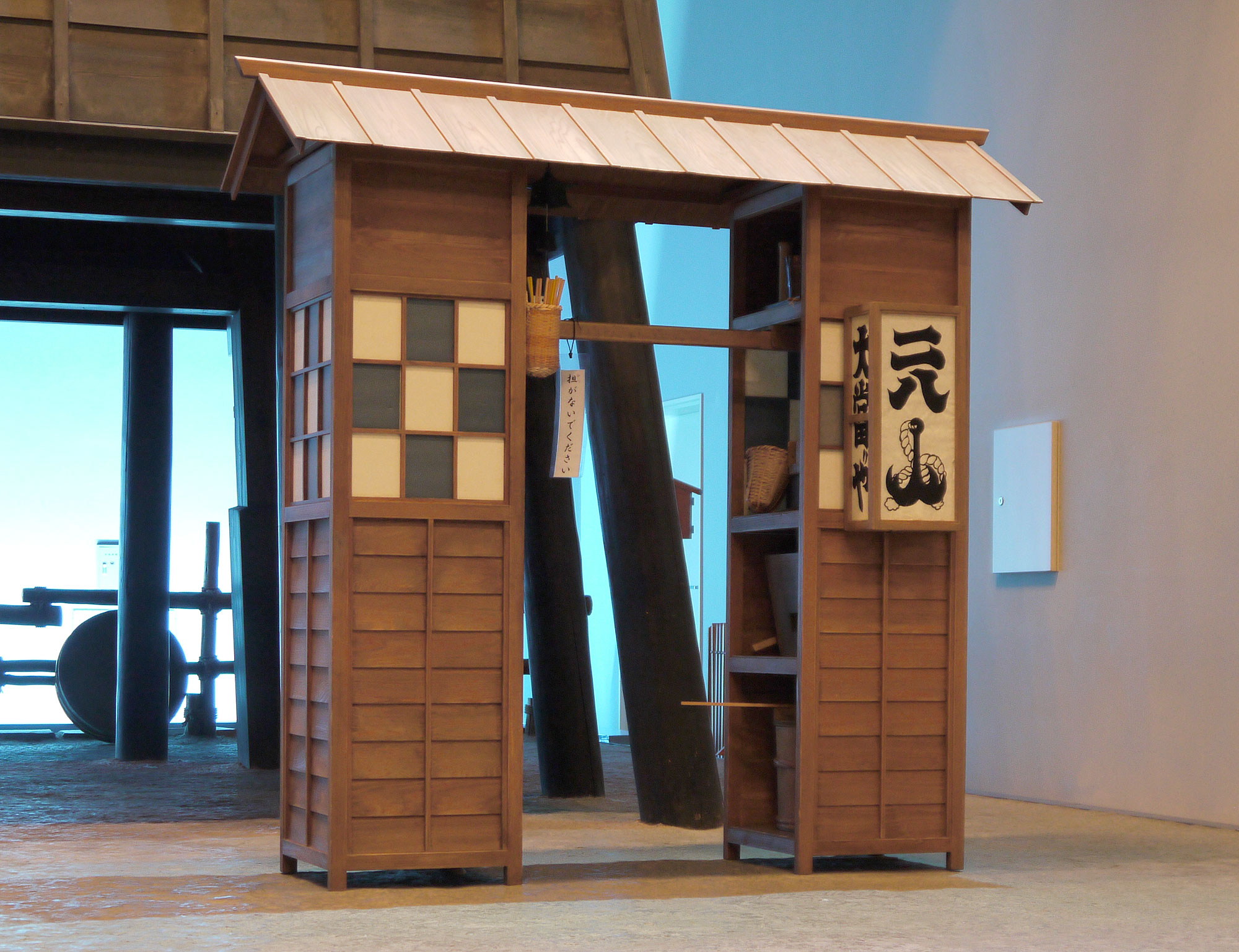
江戸時代の二八蕎麦の屋台。中央に人が入り、天秤をかついで移動する。
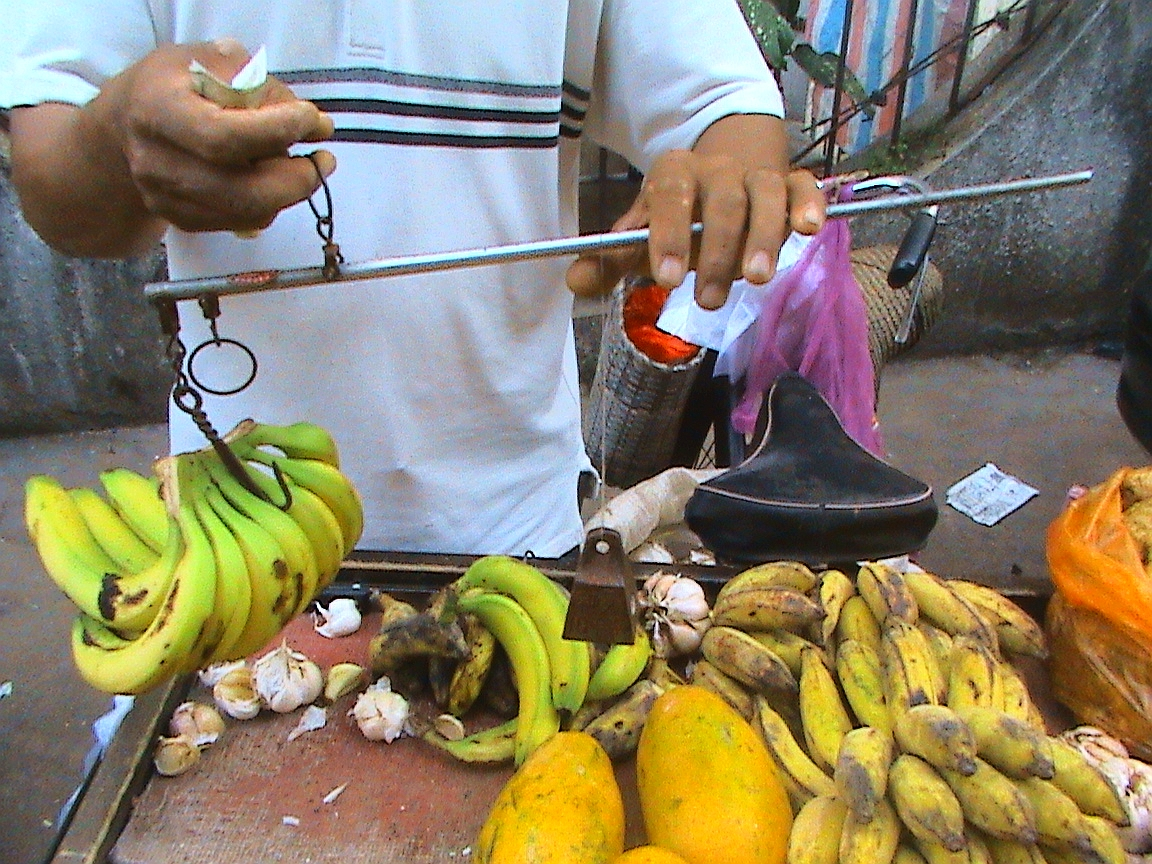
天秤ばかりの棒（天秤棒）と分銅を調整してバナナの重さを量る果物売り／中国海南省。
ドイツの都市ヘムスバッハの紋章
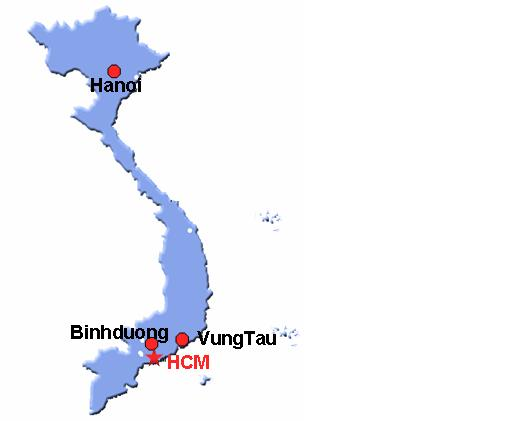
ベトナムの国土は、米籠を吊るす天秤棒に譬えられる。